# Argile expansée

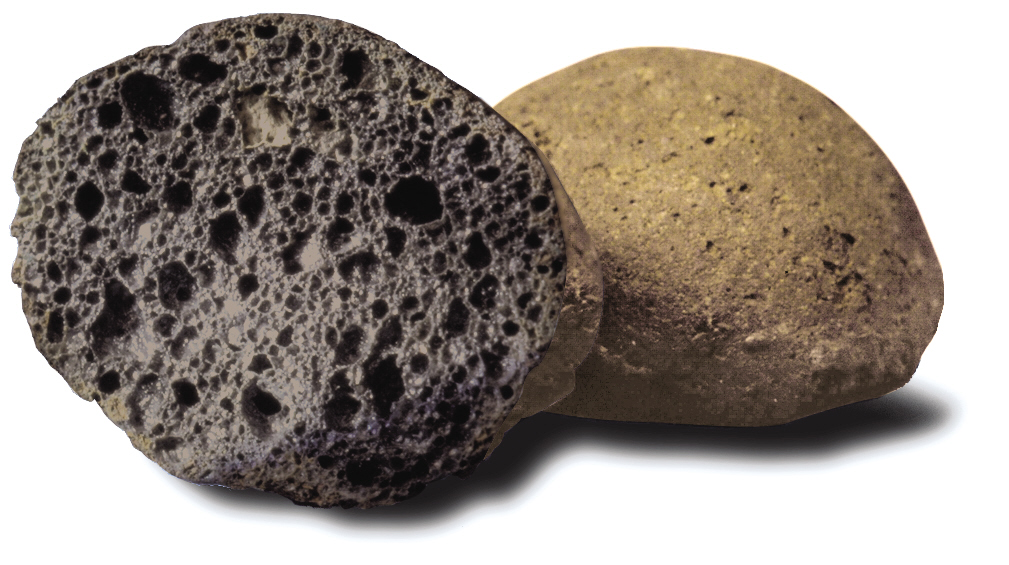
Rondes et écrasées, montrant l'intérieur de l'argile expansée

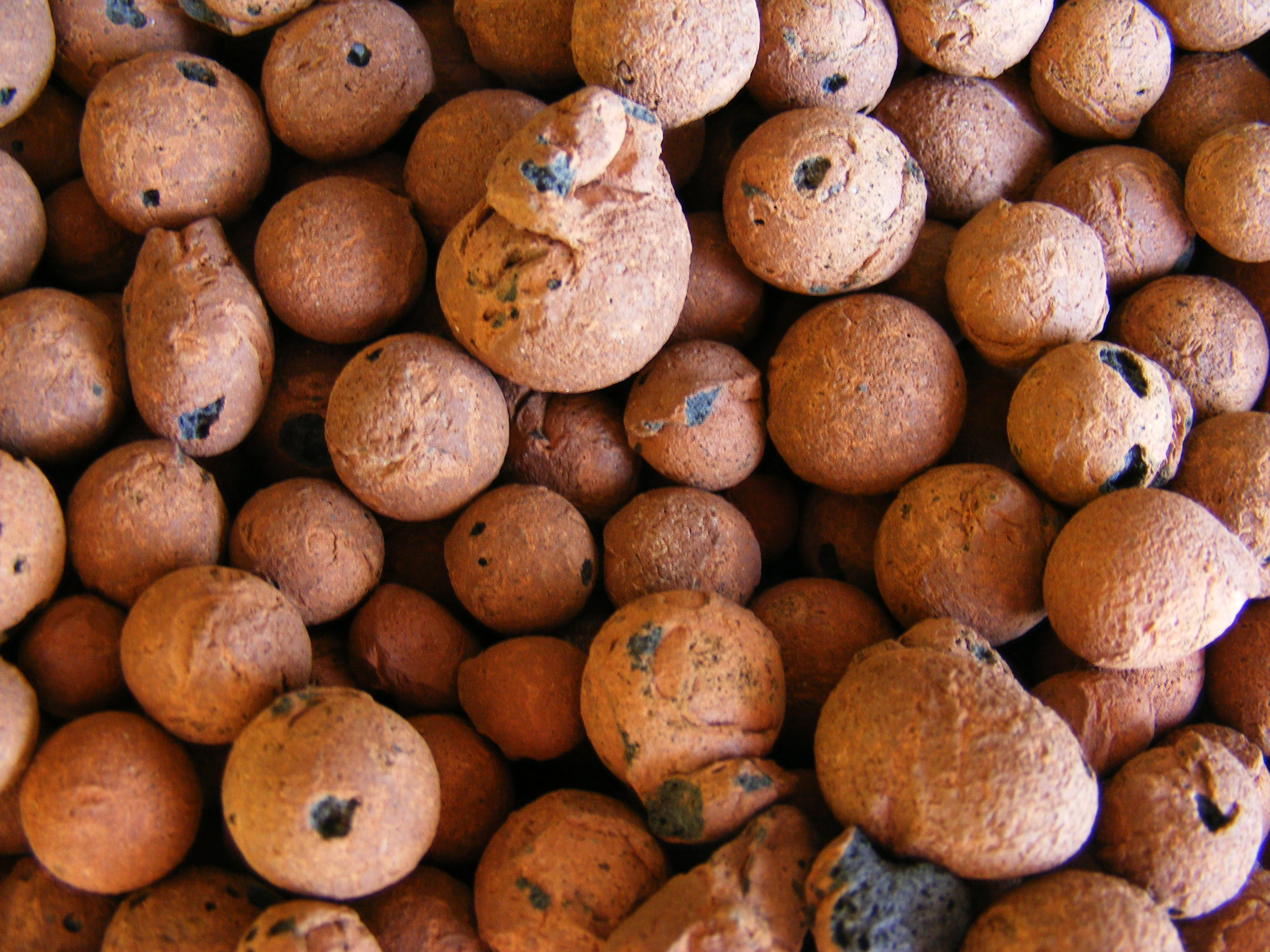
Argile expansée en vrac

L'argile expansée, également connue sous les termes d'argile cuite de galets, hydrocorns, latérite, ou plus simplement « billes d'argile », est un matériau granulaire léger constitué de petits globes de brûlé et bouffi d'argile. 
Le schiste expansé est une variante d'argile expansée obtenue par cuisson de schistes appropriés, utilisée dans la construction.

## Fabrication
Après extraction, l'argile peut être ou non mélangée à des boues d'épurationpour former le « cru ». Le mélange est alors amené à l'état plastique avant cuisson, puis extrudé pour former des petits cylindres de pâte argileuse. Ces cylindres sont alors envoyés dans des fours pour qu'ils cuisent. 
La cuisson se déroule en deux phases : Lors de la première phase, l'argile soumise à des températures de 600 °C au maximum pour être séchée. Son séchage nécessite de hautes températures à cause de sa structure en feuillets. Lors de la seconde phase, les températures atteignent 1 000 °C environ et le processus d'expansion du mélange commence. Cette expansion est due à la génération de gaz par la combustion des éléments organiques présent dans le mélange. Ce dégagement de gaz va faire gonfler l'argile, à la manière d'un pop-corn. Ces deux phases de cuisson se font dans un four cylindrique tournant sur lui-même à deux zones. Ces deux zones diffèrent par leur vitesse de rotation et leurs températures. 
À la sortie du four, l'argile expansée est refroidie progressivement, puis peut être criblée pour la classer selon sa granulométrie.  

## Utilisations
L'argile expansée est utilisée dans : 
- la construction ( Béton léger « LC », Béton caverneux « LAC », Béton isolant... )
- les infrastructures,
- le traitement de l'eau (Déversoir d'orage),
- le pot et les plantes,
- l'élevage et la culture hydroponique.

## Propriétés
Les argiles expansées ont une structure alvéolaire et sont obtenus par expansion à chaud d’un minéral argileux.
Elles sont disponibles en différents calibres tels que 0 / 3, 2 / 4, 4 / 8, 8 / 16 ou 10/20 (de 10 à 20 mm de diamètre). La densité standard de vrac sec de granulats légers d'argile expansée est de 250 à 480 kg/m3, les agrégats, mais aussi plus denses, sont disponibles sur le marché.